# La luz es como el agua
La luz es como el agua, escrito originalmente en 1978, es el undécimo relato del compendio de doce cuentos escritos y redactados por Gabriel García Márquez a lo largo de dieciocho años, que conforman el libro llamado Doce cuentos peregrinos.

## Resumen
Totó y Joel son dos hermanos que piden con insistencia a sus padres un bote de remos para Navidad. A pesar de vivir en Madrid donde no hay aguas navegables, su padre se lo compra. Los niños pidieron la ayuda de sus compañeros de escuela para subir el bote por la escalera hasta el cuarto de servicio. Como todos los miércoles sus padres se iban al cine los niños solos en casa, rompieron la bombilla de una lámpara y dejaron que se derramara la luz a un buen nivel, entonces cortaron la corriente y sacaron el bote para navegar. —”La luz es como el agua —le contesté—: uno abre el grifo y sale”. Siguieron navegando a escondidas los miércoles que sus padres se iban al cine, cuando estos regresaban los encontraban dormidos.
Tiempo después pidieron a sus padres un equipo completo de buceo. Por sus buenas notas y reconocimientos en la escuela, se los compraron. De la misma manera, los miércoles siguientes, llenaron el departamento a la altura de dos brazas y bucearon en el fondo de la luz. Al final de cursos los hermanos fueron reconocidos y los padres les ofrecieron un regalo; ellos solo pidieron una fiesta en casa con sus compañeros de clases. El miércoles siguiente, la gente empezó a ver una cascada de luz que salía de los balcones y corría por la fachada del edificio hasta la calle, llamaron a los bomberos que forzaron la puerta del departamento y encontraron la casa inundada de luz hasta el techo. Todos los muebles flotaban al igual que los utensilios de cocina y objetos personales. Al final del corredor, Totó estaba sentado en la popa del barco con la máscara puesta hasta donde le alcanzó el aire. Joel flotaba en la proa y sus compañeros de escuela flotaban por toda la casa. Habían abierto tantas luces al mismo tiempo que la casa se inundó, y todo el cuarto año elemental de la escuela de San Julián el Hospitalario se había ahogado en el piso quinto del número 47 del Paseo de la Castellana.